# Hypochilidae
Hypochilidae är en familj av spindlar. Hypochilidae ingår i ordningen spindlar, klassen spindeldjur, fylumet leddjur och riket djur. Enligt Catalogue of Life omfattar familjen Hypochilidae 11 arter. 
Kladogram enligt Catalogue of Life:
| Hypochilidae | \| \| Ectatosticta \| \| \| \| \| \| Hypochilus \| \| \| \| |
|              | \| \| Ectatosticta \| \| \| \| \| \| Hypochilus \| \| \| \| |
|              | Ectatosticta                                                |
|              |                                                             |
|              | Hypochilus                                                  |
|              |                                                             |